# Guidioumé
Guidioume és una regió tradicional de Kaarta a la part occidental, a l'est-sud-est de Diafounou i al sus-oest de Nioro. La població principal és Fanga.
El 1891 les províncies de Guidioumé i Kaniarémé, a l'oest de Kaarta, estaven agitades; alguns caps locals refusaven la pau colonial establerta després de la conquesta recent i s'havien unit a l'almamy Abdoul-Boubakar de Futa Toro que s'havia aixecat contra els francesos el setembre de 1890; els rebels van atacar i cobrar impostos en molts pobles; operaven entre Yélimané i el Futa, i van arribar a actuar fins prop de Bakel. Les forces franceses van liquidar la revolta